# Sonsee Neu
Sonsee Neu est une actrice allemande née le 4 juin 1973 à Francfort-sur-le-Main en Hesse.

## Biographie
Elle naît à Francfort-sur-le-Main en Hesse. Elle a une sœur plus âgée et un jeune demi-frère. Elle grandit près de Darmstadt et à Erftstadt.
Elle a étudié à l'American Academy of Dramatic Arts de 1993 à 1996, à New York. De 1996 à 1998, elle a assisté à la Michael Howard Studios (en).
Elle parle couramment l'allemand (sa langue maternelle) et l'anglais.

## Vie privée
Elle est mariée depuis le 4 juin 2003. Avec son mari, elle a deux enfants nés en 2003 et en 2006. Ils vivent à Magdebourg en Allemagne.

## Filmographie

### Cinéma

#### Longs métrages
- 1998: Les Derniers Jours du disco (The Last Days of Disco) de Whit Stillman : Diana
- 2002: 666 – Traue keinem, mit dem du schläfst! (de) de Rainer Matsutani (de) : Jennifer König
- 2007: Keinohrhasen de Til Schweiger : le juge

### Télévision

#### Téléfilms
- 1998: Lieselotte de Johannes Fabrick : Susanne
- 1998: Herzbeben – Die Nacht, die alles veränderte de Thomas Jahn : Lena
- 1999: Versprich mir, dass es den Himmel gibt (de) de Martin Enlen : Stella
- 1999: L'enfant et l'ange (E-m@il an Gott) de Bernd Böhlich : Rita
- 2002: Vater braucht eine Frau de Matthias Tiefenbacher : Verena Plank
- 2002: Die Katzenfrau de Martin Enlen : Hanna
- 2004: Les enfants de ma fiancée (Die Kinder meiner Braut) de Gabi Kubach : Lena Stern
- 2005: Pour l'amour du ciel (Die Liebe eines Priesters) de Franz Josef Gottlieb : Klara
- 2005: Der Bernsteinfischer de Olaf Kreinsen : Sabrina Grünberg
- 2006: Une femme de cœur de Oliver Dommenget : Grace Scott
- 2007: Papa est militaire! (de) de Oliver Schmitz : Christine Neumann
- 2007: Liebe nach Rezept de Jorgo Papavassiliou : Corinna Fürstenberg
- 2008: L'amour frappe toujours deux fois (Man liebt sich immer zweimal) de Holger Haase : Katja Stegmann
- 2010: Scheidung für Fortgeschrittene de Josh Broecker : Andy Friedrich
- 2011: Neu Chance zum Gück de Donald Kraemer : Meritt Cremer
- 2011: Le Secret de l'Arche (Visus-Expedition Arche Noah) de Tobi Baumannl : Docteur Marina Schwarz
- 2011: Klarer Fall für Bär – Gefährlicher Freundschaftsdienst de Olaf Kreinsen : Ira Kelling
- 2011: Klarer Fall für Bär de Dirk Pientka : Ira Kelling
- 2011: Im falschen Leben de Christiane Balthasar : Marie Siebrecht
- 2013: Bataille à la crèche (Der Weihnachtskrieg) de Oliver Dommenget : Kerstin Wieland

#### Séries télévisées
- 1996: Le Titanic (mini-série): Aase Ludvigsen (2 épisodes)
- 1997: Urgences: Bridget (épisode 20, saison 3)
- 2003: Utta Danella – Die andere Eva: Evelyn "Eve" Seebacher (1 épisode)
- 2003: Rosamunde Pilcher: Gewissheit des Herzens (de): Jane (1 épisode)
- 2003: Abschnitt 40 (de): Regine Gieler (1 épisode)
- 2004: Kommissarin Lucas (de): Dr. Lentz (épisodes 2 et 3, saison 1)
- 2005: SOKO Kitzbühel (de): Belinda Aue (épisode 3, saison 5)
- 2005: Inga Lindström – Der Weg zu Dir: Mia Rosenblom (1 épisode)
- depuis 2005: Pastewka (de): Annemarie "Anne" Leyfert (57 épisodes - en cours)
- 2006: Im Tal der wilden Rosen (de): Dr. Grace Scott (1 épisode)
- 2006: Ladyland (de): Sandra Hesping (épisode 3, saison 1)
- 2007–2012: Deadline, chaque seconde compte (Deadline – Jede Sekunde zählt): Nina Ritter (12 épisodes)
- 2008: En quête de preuves (Im Namen des Gesetzes): Claudia Thorn (épisode 14, saison 11)
- 2008: Einsatz in Hamburg (de): Natascha (épisode 11, saison 1)
- 2009: Das Traumhotel (de): Natalie Wagner (1 épisode)
- 2010: SOKO Stuttgart (de): Susanne Roggenkamp (épisode 6, saison 1)
- 2010: Küstenwache: Anja Schadow (épisode 24, saison 13)
- 2011: Alles was recht ist – Väter, Töchter, Söhne (de): Karin Dorfler (épisode 24, saison 13)
- 2012: Brigade du crime (SOKO Leipzig): Simone Jager (épisode 14, saison 16)
- 2012: Die Bergretter (de): Susanne Tiefenseer (épisode 5, saison 3)
- 2012: Mick Brisgau: Petra Cordt (épisode 12, saison 3)
- 2013: Un cas pour deux (Ein Fall für zwei): Astrid Valentin (épisode 1, saison 33)
- 2013: Tatort: Iris (1 épisode)
- 2016: Wilsberg (de): Anette von Bülow (1 épisode)
- 2016: Sibel & Max (de): Greta Wächter (1 épisode)
- 2017: Bettys Diagnose (de): Tanja Neugebauer (1 épisode)
- 2017: Das Traumschiff (de): Robin Schmelting (1 épisode)